# Euphorbia schugnanica
Euphorbia schugnanica — вид рослин із родини молочайних (Euphorbiaceae), зростає у центральній Азії.

## Опис
Це гола сіро-зелена рослина 5–15 см заввишки. Стеблові листки на коротких ніжках, на основі слабосерцеподібні, трикутно-яйцеподібні, у довжину 1–2 см, тупі, звивисті, гострозубчасті. Циатій субсферичний. Квітки жовті. Період цвітіння: літо.

## Поширення
Зростає у центральній Азії: Афганістан, Таджикистан, Синьцзян. Населяє скелі та щебінь; на субальпійських висотах.